# Sigbert Ramsauer
Sigbert Ramsauer (* 19. Oktober 1909 in Klagenfurt; † 13. Juni 1991 ebenda) war ein österreichischer SS-Hauptsturmführer und Lagerarzt in den Konzentrationslagern Dachau, Mauthausen und Loibl.

## Biografie
Ramsauer inskribierte im Wintersemester 1929 an der Universität Innsbruck und studierte dort bis 1935 Medizin. Er trat 1929 der Studentenverbindung Universitätssängerschaft Skalden zu Innsbruck bei, wurde jedoch 1931 von dieser ausgeschlossen. Gleichzeitig wurde Ramsauer Mitglied in der Heimwehr-Studentenkompagnie Innsbruck. 1935 wechselte Ramsauer an die Universität Wien, wo er 1940 promovierte.
Ramsauer trat zum 30. Mai 1933 den kurz danach in Österreich verbotenen SS (SS-Nummer 301.007) und NSDAP bei. Zum 1. Mai 1938 folgte die reguläre Aufnahme in die Partei (Mitgliedsnummer 6.103.648). Er begann seine SS-Laufbahn im KZ Dachau, wo er als gefürchteter Operateur galt. Im Dezember 1941 kam er ins KZ Mauthausen sowie dessen Zwillingslager Gusen, woraufhin er im Sommer 1942 zum Standortarzt im KZ Neuengamme berufen wurde. Ab August 1943 war er Standortarzt in den beiden Lagern des KZ Loibl am Loiblpass, wo er nachweislich mehrere Menschen durch Benzininjektionen tötete. Hunderte weitere arbeitsunfähige Zwangsarbeiter selektierte er zur Rückführung ins Hauptlager Mauthausen. 1944 erreichte er in der SS den Rang des Hauptsturmführers.
Nach der Auflösung des Lagers am 7. Mai 1945 versuchte er zu entkommen, wurde jedoch bei Ferlach (Kärnten) erkannt und von Titopartisanen gefangen genommen. Ihm gelang die Flucht, er stellte sich jedoch nach einem Aufruf der Engländer. Bei seinem Prozess vor einem britischen Militärgericht in Klagenfurt wurde Sigbert Ramsauer am 10. Oktober 1947 zu lebenslanger Haft verurteilt. Am 1. April 1954 wurde er aus Krankheitsgründen begnadigt und vorzeitig entlassen.
Er bekam daraufhin eine Anstellung am Landeskrankenhaus Klagenfurt, wo er bis zum Chefarzt aufsteigen konnte. Ab dem Jahr 1956 betrieb er zusätzlich bis ins hohe Alter eine eigene Praxis am Klagenfurter Domplatz.
Sigbert Ramsauer starb im Jahr 1991 in Klagenfurt. Kurz zuvor gab er für den Fernsehfilm Der Tunnel ein Interview, in dem er auf die Frage, ob er die Gefangenen gehasst hätte, geantwortet hat: „Ich hatte keinen Grund, auch keine Veranlassung, jemanden zu hassen. Aber ich habe – na sagen wir es mal so – diese Menschen schon als minderwertig empfunden.“ Seine Todesanzeige titelte mit dem Satz „Jede Stunde des Lebens ist Kampf.“